# Managing by wire
Managing by Wire — управленческая стратегия для предприятий, работающих на современных динамичных рынках с высокой остротой конкуренции.
Концепция предписывает переход от традиционной модели make-and-sell к немедленному реагированию на изменяющиеся потребности клиентов с максимальным использованием информационных технологий. Как аналог приводится концепция fly-by-wire, введенная в 1960-х годах в авиации.

## История
Концепция Managing by Wire впервые была сформулирована в Harvard Business Review в октябре 1993 года Stephan Haeckel и Richard Nolan

## Ключевые принципы
Ключевым принципом является создание цифровой модели предприятия, содержащей по возможности точное описание происходящих процессов. После создания цифровой модели предприятие должно переносить фокус (или приоритет) внесения изменений в процессы с физических процессов на программные процедуры, которые в свою очередь влекут изменения в реальных процессах.